# Mora (mela)
La Mora è un'antica varietà di mela coltivata nel paese di Pratovecchio. La cultivar è a rischio d'estinzione.

## Storia
Le prime descrizioni che si riferiscono alla mela Mora sono state rintracciate in un'opera di Pier Antonio Micheli, nel XVIII secolo. Successivamente si ritrova descritta in un'opera di Ottaviano Targioni Tozzetti, il Dizionario Botanico Italiano. Anche Giorgio Gallesio ne parla ed è il primo a distinguere, all'interno dalla varietà, tre diversi tipi di Mora: la Mora dolce, la Mora Testa (detta anche Carovella) e la Mora Pupina. I frutti all'epoca arrivavano fino al mercato di Firenze.
Anche nella Pomona Toscana di Piccioli viene citata; ma già nel 1933 nelle pubblicazioni di Agricoltura Aretina la varietà assumeva un ruolo marginale. Quando il progetto per la tutela del germolpasma dell'ARSIA ha rinvenuto questa cultivar ne sopravvivevano solo poche piante, tutte riprodotte per innesto da un unico esemplare ultracentenario, seccatosi poco tempo fa.

## Pericolo d'estinzione
Data la coltivazione su un'area ristrettissima in un'unica località, e per di più a livello amatoriale, la cultivar è considerata ad elevatissimo rischio d'estinzione.

## Descrizione
Il frutto di questa cultivar è interessante a causa del suo contenuto particolarmente alto di sostanze antiossidanti e polifenoliche.
I frutti hanno dimensioni solitamente comprese tra 100 e 190 gr con un peduncolo sottile e una buccia liscia con pruina e ruggine. Il frutto si presenta di colore rosso scuro.
La polpa è fine, farinosa, soda, dolce e succosa. Il frutto richiede comunque di qualche tempo, dopo esser stato raccolto, per raggiungere la maturazione perfetta. Questo non è comunque un problema, dato che queste mele si conservano ottimamente e dunque questi frutti possono conservarsi in pomaio fino a primavera.

## Cure colturali
L'albero ha un'elevata vigoria vegetativa e un portamento espanso, con una produttività media e alternante. Comunque la pianta è agronomicamente interessante a causa della sua rusticità. La cascola dei frutti è elevata.

## Progetti di rilancio
La mela Mora è riprodotta dal vivaio della Comunità montana del Casentino all'interno di un progetto del 2003 per il recupero delle vecchie varietà frutticole autoctone del Casentino. Nonostante ne siano state vendute intorno alle 150 piante non sono stati fatti ordini di più di 1-2 esemplari, il che esclude che siano stati impiantati frutteti di questa pianta. Si può quindi affermare che nonostante gli sforzi di rilancio ad oggi non esiste un'attività commerciale basata su questa cultivar.